# Salvatore Lupo
Salvatore Lupo ( prononcé : [salvaˈtoːre ˈluːpo] ; né à Sienne  le 7 juillet 1951) est un historien et auteur italien, spécialisé dans l'histoire de la mafia sicilienne.

## Biographie
Lupo est professeur d'histoire contemporaine à l'Université de Palerme et à l'Université de Catane. Président du Southern Institute of History and Social Sciences de Catane et directeur adjoint du magazine trimestriel de l'institut Meridiana dont il est l'un des fondateurs. Il est membre du comité de rédaction de Storica.
Auteur de publications sur le phénomène du crime et l'histoire contemporaine, il écrit Quando la Mafia trovò l'America, qui, en 2009 remporte le prix littéraire Brancati.
Le 1er décembre 2015, à Rome, il est invité à l'audition de la Commission parlementaire antimafia, dans le cadre de l'enquête sur les relations entre la mafia et la politique en Sicile,,.

## Œuvres
- (it) Blocco agrario e crisi in Sicilia tra le due guerre, Guida, coll. « Quaderni dell'Istituto campano per la storia della Resistenza », 1981 (ISBN 978-88-7042-082-1).
- (it) La dimora di Demetra: storia, tecnica e mito dell'agricoltura siciliana, Gelka, 1989 (ISBN 978-88-7162-003-9).
- (it) Il giardino degli aranci: il mondo degli agrumi nella storia del Mezzogiorno, Marsilio Editori, coll. « Storia e scienze sociali », 1990 (ISBN 978-88-317-5310-4)
- (it) Piero Bevilacqua, Storia dell'agricoltura italiana in età contemporanea, Marsilio, coll. « Saggi Marsilio », 1989 (ISBN 978-88-317-5208-4, 978-88-317-5381-4 et 978-88-317-5576-4).
- (it) Storia della mafia: dalle origini ai giorni nostri, Donzelli, coll. « Saggi », 1993 (ISBN 978-88-7989-020-5)
- (it) Andreotti, la mafia, la storia d'Italia, Donzelli, coll. « Interventi », 1996 (ISBN 978-88-7989-255-1).
- (it) Antimafia, Donzelli, coll. « Meridiana », 1996 (ISBN 978-88-7989-269-8), « Mafia, politica, storia d'Italia: a proposito del processo Andreotti ».
- (it) Il fascismo: la politica in un regime totalitario, Donzelli, coll. « Saggi », 2000 (ISBN 978-88-7989-580-4).
- (it) Alberto De Bernardi et Paolo Ferrari, Antifascismo e identità europea, Carocci, coll. « Italia contemporanea », 2004 (ISBN 978-88-430-2934-1).
- Partito e antipartito: una storia politica della prima Repubblica, 1946-78, Donzelli, coll. « Saggi », 2004 (ISBN 978-88-7989-769-3).
- (it) Che cos'è la Mafia: Sciascia e Andreotti, l'antimafia e la politica, Donzelli, coll. « Virgola », 2007 (ISBN 978-88-6036-112-7).
- (it) From Palermo to America: l'iconografia commerciale dei limoni di Sicilia; [Palermo, Palazzo Ziino, 28 marzo - 30 aprile 2007], Sellerio Editore, 2007 (ISBN 978-88-7681-158-6).
- (it) Quando la mafia trovò l'America: storia di un intreccio intercontinentale, 1888 - 2008, Einaudi, coll. « Einaudi storia », 2008 (ISBN 978-88-06-18598-5).
- (it) Salvatore Lupo et Gaetano Savatteri, Potere criminale: intervista sulla storia della mafia, Laterza, coll. « Saggi tascabili Laterza », 2010 (ISBN 978-88-420-9338-1).
- (it) Il Passato del nostro presente: il lungo Ottocento, 1776-1913, Laterza, coll. « Quadrante Laterza », 2010 (ISBN 978-88-420-9399-2).
- (it) Il tenebroso sodalizio. Il primo rapporto di polizia sulla mafia siciliana  (postface John Dickie), Rome, XL, 2011
- Il tenebroso sodalizio. Il primo rapporto di polizia sulla mafia siciliana , postfazione di John Dickie, Roma, XL, 2011 (ISBN 978-88-6083-041-8)
- (it) L'unificazione italiana: Mezzogiorno, rivoluzione, guerra civile, Donzelli, coll. « Saggine », 2011 (ISBN 978-88-6036-627-6).
- (it) Antipartiti: il mito della nuova politica nella storia della Repubblica (prima, seconda e terza), Donzelli, coll. « Saggine », 2013 (ISBN 978-88-6036-856-0).
- (it) Il fascimo: la politica in un regime totalitario, Giangiacomo Feltrinelli Editore, coll. « Universale economica Feltrinelli », 2013 (ISBN 978-88-07-88294-4).
- (it) Giovanni Fiandaca et Salvatore Lupo, La mafia non ha vinto: il labirinto della trattativa, GLF Ed. Laterza, coll. « Saggi tascabili Laterza », 2014 (ISBN 978-88-581-1046-1).
- (it) La Questione: come liberare la storia del Mezzogiorno dagli stereotipi, Donzelli, coll. « Saggine », 2015 (ISBN 978-88-6843-232-4).
- (it) La mafia: centosessant'anni di storia, Donzelli editore, coll. « Saggi. Storia e scienze sociali », 2018 (ISBN 978-88-6843-825-8).